# Магомадов, Аюб Андарбекович
Аюб Андарбекович Магомадов; (род. 13 января 1989, Грозный) — российский спортсмен, представляющий бразильское джиу-джитсу, обладатель черного пояса от Алешандре «GiGi» Пайва. Аюб Магомадов является членом команды Alliance Jiu-Jitsu, одной из топ-команд бразильского джиу-джитсу в мире. Многократный призер турниров, как в России, так и за ее пределами, один из наиболее титулованных российских спортсменов в данной дисциплине.

## Биография
Аюб Магомадов родился 13 января 1989 года в городе Грозный. В 1994 году, в результате начала первой чеченской войны, вместе с семьей переехал в Москву.
Заниматься спортом начал в 10 лет, с тренировок в местной секции дзюдо.
После 10 лет тренировок в дзюдо решил попробовать свои силы в бразильском джиу-джитсу. С того момента он заработал черный пояс от Алешандре Пайва, занимал призовые места в ряде международных турниров, и участвовал в таких событиях, как чемпионат мира в Абу-Даби 2017 года.

## Турниры
В феврале 2015 года, в Москве, состоялся турнир BJJ Mania Cup II, в котором, в рамках супербоя Аюб Магомадов встречался с грепплером Рустамом Чсиевым, проживающим в США. Поединок проходил в упорной борьбе, и завершился тяжелой победой Чсиева.
На чемпионате мира 2017 в Абу-Даби, Аюб Магомадов выступал среди коричневых поясов. В первой схватке его противником был американский борец Дэмиен Ниткин, которого Аюб победил со счетом 2:0, за счет проведенного броска. В следующей схватке его соперником стал бразильский спортсмен Бруно Тошто, которому Магомадов уступил в равном бою, из-за преимущества бразильца за попытку проведения технического действия. В результате, российский спортсмен попал в «утешительные схватки», где одержал две победы, выйдя на поединок за бронзовую медаль, против недавнего обидчика Тошто. Вторая схватка прошла по похожему сценарию и с тем же результатом, принеся Магомадову 4 место на турнире.

## Достижения
| Результат | Турнир                                  | Место проведения         | Весовая Категория |
| --------- | --------------------------------------- | ------------------------ | ----------------- |
| Cеребро   | Чемпионат России (FILA), 2011           | Раменское, Россия        | 90 кг             |
| Бронза    | Чемпионат мира (FILA) 2012              | Краков, Польша           | 77 кг             |
| Золото    | Moscow International Open (IBJFF) 2014  | Москва, Россия           | 94 кг             |
| Бронза    | Rome Open (IBJJF) 2015                  | Рим, Италия              | 94 кг             |
| Бронза    | Rio Summer Open (IBJJF), 2016           | Рио-де-Жанейро, Бразилия | 88 кг             |
| Золото    | Berlin International Open (IBJJF), 2016 | Берлин, Германия         | 94 кг             |
| Золото    | Berlin International Open (IBJJF), 2016 | Берлин, Германия         | абсолютная        |
| Золото    | Arnold Classic Brazil, 2016             | Рио-де-Жанейро, Бразилия | абсолютная        |
| Бронза    | Munich Open (IBJJF), 2017               | Мюнхен, Германия         | абсолютная        |
| Золото    | Munich Open (IBJJF), 2017               | Мюнхен, Германия         | 94 кг             |